# ستيف كوكي
ستيف كوكي (بالإنجليزية: Steve Cooke)‏ هو لاعب كرة قاعدة أمريكي، ولد في 14 يناير 1970 في Lihue, Hawaii ‏ في الولايات المتحدة.